# Neurocano
Il neurocano è una proteina del tessuto connettivo che, negli esseri umani, è codificata dal gene NCAN, situato nel braccio corto del cromosoma 19.
Il neurocano è un proteoglicano ricco di condroitina solfato, appartenente alla famiglia dei lecticani, e consiste in un core proteico con attorno il condroitina solfato. Sembra essere coinvolto nei processi di adesione e di migrazione cellulare.

## Ruolo nel disturbo bipolare
Il neurocano è una componente significativa della matrice extracellulare e la sua concentrazione è modulata da una varietà di fattori; i topi nei quali il gene che codifica per il neurocano è stato silenziato non mostrano chiaramente difetti nello sviluppo cerebrale. Negli esseri umani, tuttavia, un ampio studio clinico pubblicato nel 2011 ha evidenziato che il neurocano sembra essere un fattore di rischio per l'insorgenza del disturbo bipolare della personalità. Uno studio più ampio, pubblicato nel 2012, ha condotto alle stesse conclusioni; in particolare, esso mette in relazione i diversi alleli esistenti del gene NCAN con i diversi sintomi del disturbo bipolare: negli esseri umani, il genotipo di NCAN è fortemente correlato allo sviluppo dei comportamenti maniacali del disturbo bipolare, ma non risulta esserci correlazione tra particolari alleli e lo sviluppo delle fasi depressive del disturbo bipolare. Nei topi è stato invece notato che l'assenza di un neurocano con una struttura biochimica funzionale porta allo sviluppo di una varietà di comportamenti maniacali e compulsivi che, però, possono essere eliminati mediante la somministrazione di litio.